# Martial Mbandjock
Martial Mbandjock (Roubaix, 14 oktober 1985) is een Franse sprinter, die gespecialiseerd is in de 100 en 200 m. 

## Biografie
Mbandjock behaalde in 2007 brons op de 100 m op het EK voor atleten onder 23 jaar in Debrecen. In 2008 nam hij voor een eerste keer deel aan de Olympische Spelen. Hij bereikte de halve finale op de 100 m, waar hij in een tijd van 10,18 op de laatste plaats van zijn halve finale eindigde. Mbandjock nam, samen met Yannick Lesourd, Manuel Reynaert en Samuel Coco-Viloin deel aan de 4 x 100 m estafette. In hun reeks eindigde het Franse viertal op een zesde plaats, waarmee ze waren uitgeschakeld voor de finale. Datzelfde jaar werd Mbandjock ook Frans kampioen op de 100 m in een persoonlijke besttijd van 10,06.
In 2009 behaalde Mbandjock zijn eerste internationale titel: op de Middellandse Zeespelen won hij de 100 m in een tijd van 10,15. Op het WK 2009 werd Mbandjock zowel op de 100 m als de 200 m uitgeschakeld in de halve finale. Met de Franse aflossingsploeg (verder bestaande uit Ronald Pognon, Eddy De Lepine en Christophe Lemaitre) geraakte Mbandjock wel in de finale van de 4 x 100 m. Het Franse viertal eindigde op een achtste en tevens laatste plaats in de finale.
Op het EK 2010 won Mbandjock brons op zowel de 100 als de 200 m. Beide finales werden gewonnen door zijn landgenoot Christophe Lemaitre. Samen met Lemaitre, Jimmy Vicaut en Pierre-Alexis Pessonneaux liep Mbandjock ook naar goud op de 4 x 100 m.

## Titels
- Europees kampioen 4 x 100 m estafette - 2010
- Frans kampioen 100 m - 2008
- Frans kampioen 200 m - 2009
- Frans indoorkampioen 60 m - 2008

## Persoonlijke records
Outdoor
| Afstand | Prestatie | Datum        | Plaats           |
| ------- | --------- | ------------ | ---------------- |
| 100 m   | 10,06 s   | 25 juli 2008 | Albi (Frankrijk) |
| 200 m   | 20,38 s   | 25 juni 2010 | Tomblaine        |

Indoor
| Afstand | Prestatie | Datum            | Plaats   |
| ------- | --------- | ---------------- | -------- |
| 50 m    | 5,81 s    | 16 februari 2008 | Bordeaux |
| 60 m    | 6,65 s    | 8 februari 2008  | Eaubonne |

## Palmares

### 100 m
Kampioenschappen
- 2007:  EK <23 jr. – 10,27 s
- 2008: 8e in ½ fin. OS - 10,18 s (in ¼ fin. 10,16 s)
- 2009:  Middellandse Zeespelen – 10,15 s
- 2009: 6e in ½ fin. WK - 10,18 s
- 2010:  EK - 10,18 s

Golden League-podiumplekken
- 2008:  Meeting Gaz de France – 10,17 s

Diamond League-podiumplekken
- 2010:  Golden Gala – 10,09 s

### 200 m
- 2009: 5e in ½ fin. WK - 20,43 s
- 2009: 7e Memorial Van Damme - 20,93 s
- 2010:  EK - 20,42 s

### 4 x 100 m estafette
- 2008: 6e in serie OS - 39,53 s
- 2009: 8e WK - 39,21 s (in serie 38,59 s)
- 2010:  EK - 38,11 s